# Richard Röstel
Richard Röstel (født i 1872) var en tysk gymnast, som deltog i de første olympiske lege i moderne tid i 1896 i Athen.
Röstel deltog i øvelserne barre, reck, spring over hest og bensving. I disse individuelle øvelser fik han ikke nogen medaljer.
Til gengæld blev han olympisk mester i holdkonkurrencerne i både barre og reck. I barre vandt tyskerne foran to græske hold, mens de i reck var eneste hold, der deltog.
Röstel var æresgæst ved OL 1936 i Berlin.